# 淡路卓

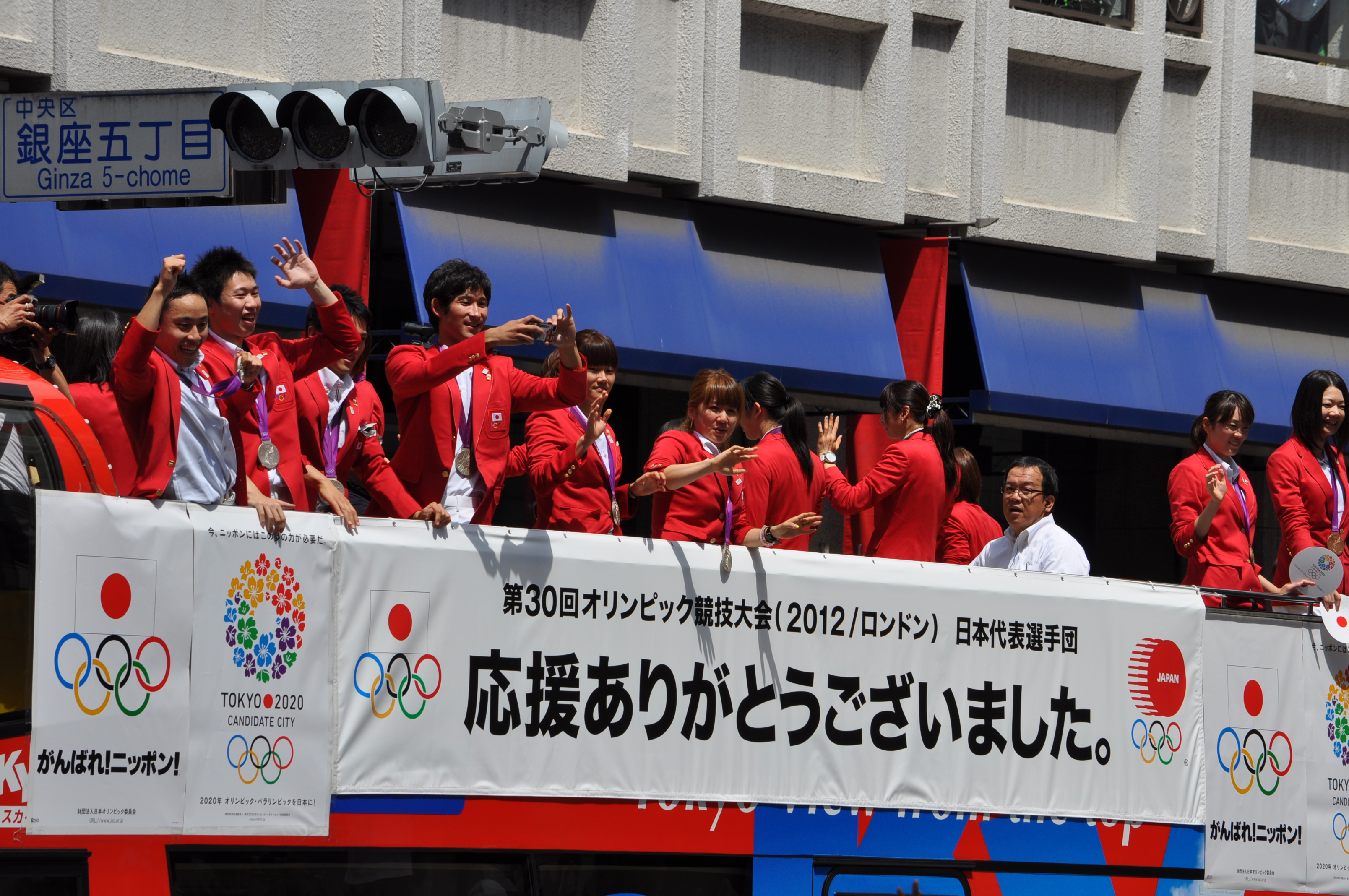
オリンピック凱旋パレード（2012年8月19日撮影）

淡路 卓（あわじ すぐる、1989年7月26日 - ）は、日本のフェンシング選手。宮城県仙台市出身。ロンドンオリンピック男子フルーレ団体の銀メダリスト。

## 概要
仙台市立蒲町小学校、仙台市立蒲町中学校、東北工業大学高等学校、日本大学中退。父親がフェンシング経験者であり、幼少期からフェンシングに打ち込む。しかし、進学した仙台城南高のフェンシング部は部員不足で廃部寸前だったため、集めた10人の同級生で県大会やインターハイに出場した。充実した練習設備と父親の強い薦めで、日本大へ進学した。
日大２年時には個人で世界ランキング19位に入り、３年時の世界選手権団体で銅メダルを獲得。個人で五輪に出場し、活躍するために必要であったロンドン五輪への出場権がかかった大会での試合中に左手指を負傷してしまった。なんとか団体では４番手のリザーブとして五輪への団体出場は果たし、決勝出場で正式メンバー資格と銀メダルを得た。淡路は「４番手の選手は選手村に入れなかったので、近くのアパートを借りていた。行きと帰りの飛行機も違った」と語っている。日本大学時代から母校の事務員なるまではNEXUS所属。
ロンドンオリンピックではフルーレ団体の日本代表の太田雄貴、千田健太、三宅諒らの交代要員（リザーブ）に選ばれた。決勝戦の3人の一人として起用され、イタリア戦に出場、準優勝し、銀メダルを獲得した。日本オリンピック委員会（JOC）はIOCの定める「代表選手枠3人、必要ならばリザーブ1人登録可能。ただし4人目の選手は試合に出ることで初めて五輪選手になる」という規定に従い、フルーレ正式の選手枠である太田、千田、三宅の3人をオリンピック国家代表とし、リザーブ（交代要員）として登録された淡路はこの時点で代表選手枠に含まれてないために、日本代表ユニフォームも支給しなかったが、日本フェンシング協会が費用を負担して淡路をロンドンに派遣し、選手村の付近の施設に滞在させた。フェンシングフルーレ団体決勝のイタリア戦に於いて、決勝の3名の内の1人として起用され、アンドレア・カッサーラと対戦したことにより、正式にフルーレ日本代表選手として取り扱われることになり、他の3人と共に銀メダル授与、JOCからもメダル褒賞金200万円を授与された。張西専務理事は、フェンシング協会の判断で淡路に出した渡航費などについて「ただ出ただけではなく、（淡路は）銀メダリスト。（ＪＯＣに）申請してみようかな」と話した。11月5日には、地元の蒲町小学校、蒲町中学校で講話を行った。
Nexus退職後の2016年4月には母校の仙台城南高等学校にて、事務員兼同校のフェンシング部のコーチとなった。淡路は2015年に1度は引退を決意も、2016年10月に最後の大会として臨んだ岩手県の国体個人で準優勝したことで、「まだできる。」という思いが湧き、東京五輪でのメダル獲得を目標に選手として復帰し、指導者と兼任してきたが、最終的に指導者専任することを決めた。「東京は夢のようなタイミングと思いましたが、コロナも運命かなと思う。来年の開催もわからない中、自分の夢とてんびんにかけた時、この子たちを優先したいと思った」と語っている。2019年3月にはフェンシング部監督となっていて、仙台城南高等学校フェンシング部を全国選抜男子エペ団体で初優勝させた。2020年にはコロナで2連覇を目標としていた全国選抜が中止になった。2017年11月21日元教え子の女性と結婚。その後相手の女性が妊娠し、6月17日女の子を出産。その後次女も生まれ、2児の父となるが、2022年に離婚。